# Caterina Poděbrady
Caterina Poděbrady (Poděbrady, 11 novembre 1449 – Buda, 8 marzo 1464) è stata regina consorte d'Ungheria dal 1458 al 1464 come moglie di Mattia Corvino.

## Biografia
Caterina e sua sorella gemella Sidonia nacquero a Poděbrady, dal re boemo Giorgio Poděbrady e della sua prima moglie, Cunegonda di Šternberk. Cunegonda morì per complicazioni al seguito della nascita delle due bambine. Giorgio Poděbrady si risposò in seguito con Giovanna di Rožmitál, che diede a Giorgio altri figli, tra cui Ludmilla Poděbrady.
Mattia Corvino aveva perso la sua prima moglie, la quattordicenne Elisabetta di Cilli, pochi mesi dopo il matrimonio, nel 1455, quando lui stesso era ancora bambino di dodici anni, e l'unione non era probabilmente mai stata consumata, sia per l'età che per il fatto che i due, provenienti da famiglie rivali, vissero separati, l'uno alla corte della famiglia altrui, come ufficiosi ostaggi. Il 1 maggio 1463 egli sposò Caterina nella Chiesa di Mattia di Buda. Mattia aveva diciotto anni, sua moglie tredici. I loro negoziati di matrimonio erano iniziati a partire dal 1458 quando Caterina aveva solo nove anni. Venne concordato che Giorgio lo avrebbe reso re di Boemia se avesse sposato Caterina. Poco dopo il matrimonio, Caterina lasciò la sua famiglia e si recò a vivere in Ungheria con il suo nuovo marito. Janus Pannonius insegnò a Caterina il latino.
La regina era molto giovane e perciò poté contare ben poco nella politica dei due regni affidati al marito. Morì di parto, all'età di 14 anni, mentre il figlio nacque morto. Infine, per avere un erede, si risposò, dopo diversi anni, con Beatrice d'Aragona, ma neanche questo matrimonio diede frutto. L'unico erede di Mattia fu il figlio illegittimo, Giovanni Corvino, nato dalla sua amante Barbara.